# Lijst van graven in de adelstand van het Verenigd Koninkrijk en Ierland
Deze lijst bevat de huidige graafschappen en hun graaf in het Verenigd Koninkrijk en Ierland.

Heraldische voorstelling van een Britse Gravenkroon

## Graven in de adelstand van Engeland
1. De Graaf van Shrewsbury,   
  - Charles Chetwynd-Talbot, 22ste Graaf van Shrewsbury
2. De Graaf van Derby    
  - Edward Stanley, 19de Graaf van Derby
3. De Graaf van Huntingdon 
  - William Hastings-Bass, 17de Graaf van Huntingdon
4. De Graaf van Pembroke en Montgomery   
  - William Herbert, 18de Graaf van Pembroke en Montgomery
5. De Graaf van Devon    
  - Hugh Courtenay, 18de Graaf van Devon
6. De Graaf van Lincoln     
  - Robert Fiennes-Clinton, 19de Graaf van Lincoln
7. De Graaf van Suffolk en Berkshire   
  - Michael Howard, 21ste Graaf van Suffolk en Berkshire
8. De Graaf van Denbigh en Desmond     
  - Alexander Feilding, 12de Graaf van Denbigh en Desmond
9. De Graaf van Westmorland    
  - Anthony Fane, 16de Graaf van Westmorland
10. De Graaf van Lindsey  Abingdon    
  - Richard Bertie, 14de Graaf van Lindsey  Abingdo
11. De Graaf van Winchilsea en Nottingham   
  - Daniel Finch-Hatton, 17de Graaf van Winchilsea en Nottingham
12. De Graaf van Sandwich 
  - John Montagu, 11de Graaf van Sandwich
13. De Graaf van Essex    
  - Paul Capell, 11de Graaf van Essex
14. De Graaf van Carlisle 
  - George Howard, 13de Graaf van Carlisle
15. De Graaf van Shaftesbury     
  - Nicholas Ashley-Cooper, 12de Graaf van Shaftesbury
16. De Graaf van Portland     
  - Tim Bentinck, 12de Graaf van Portland
17. De Graaf van Scarbrough     
  - Richard Lumley, 13de Graaf van Scarbrough
18. De Graaf van Albemarle     
  - Rufus Keppel, 10de Graaf van Albemarle
19. De Graaf van Coventry     
  - George Coventry, 13de Graaf van Coventry
20. De Graaf van Jersey     
  - William Villiers, 10de Graaf van Jersey

## Graven in de adelstand van Schotland
1. De Graaf van  Crawford en Balcarres      
  - Robert Lindsay, 29de Graaf van  Crawford en Balcarres
2. De Graaf van  Erroll     
  - Merlin Hay, 24ste Graaf van  Erroll
3. De Graaf van  Sutherland     
  - Elizabeth Sutherland, 24ste Graaf van  Sutherland
4. De Graaf van  Mar     
  - Margaret of Mar, 31ste Graaf van  Mar
5. De Graaf van  Rothes      
  - James Leslie, 22ste Graaf van  Rothes
6. De Graaf van  Morton      
  - John Douglas, 21ste Graaf van  Morton
7. De Graaf van  Buchan   
  - Malcolm Erskine, 17de Graaf van  Buchan
8. De Graaf van  Eglinton en  Winton       
  - Archibald Montgomerie, 18de Graaf van  Eglinton en  Winton
9. De Graaf van  Caithness     
  - Malcolm Sinclair, 20ste Graaf van  Caithness
10. De Graaf van  Mar en Kellie    
  - James Erskine, 14de Graaf van  Mar en Kellie
11. De Graaf van  Moray
  - John Stuart, 21ste Graaf van  Moray
12. De Graaf van  Home    
  - David Douglas-Home, 15de Graaf van  Home
13. De Graaf van  Perth     
  - John Drummond, 9de Graaf van  Perth
14. De Graaf van  Strathmore en Kinghorne     
  - Michael Bowes-Lyon, 18de Graaf van  Strathmore en Kinghorne
15. De Graaf van  Haddington     
  - John Baillie-Hamilton, 13de Graaf van  Haddington
16. De Graaf van  Galloway     
  - Randolph Stewart, 13de Graaf van  Galloway
17. De Graaf van  Lauderdale      
  - Ian Maitland, 18de Graaf van  Lauderdale
18. De Graaf van  Lindsay 
  - James Lindesay-Bethune, 16de Graaf van  Lindsay
19. De Graaf van  Loudoun 
  - Simon Abney-Hastings, 15de Graaf van  Loudoun
20. De Graaf van  Kinnoull     
  - Charles William Harley Hay, 16de Graaf van  Kinnoull
21. De Graaf van  Elgin en Kincardine     
  - Andrew Bruce, 11de Graaf van  Elgin en Kincardine
22. De Graaf van  Wemyss en March   
  - James Charteris, 13de Graaf van  Wemyss en March
23. De Graaf van  Dalhousie    
  - James Ramsay, 17de Graaf van  Dalhousie
24. De Graaf van  Airlie    
  - David Ogilvy, 13de Graaf van  Airlie
25. De Graaf van  Leven en Melville 
  - Alexander Ian Leslie-Melville, 15de Graaf van  Leven en Melville
26. De Graaf van  Dysart      
  - John Grant, 13de Graaf van  Dysart
27. De Graaf van  Selkirk 
  - Moimenteel afgewezen door James Douglas-Hamilton, Baron Selkirk of Douglas
28. De Graaf van  Northesk      
  - Patrick Carnegy, 15de Graaf van  Northesk
29. De Graaf van  Dundee 
  - Alexander Scrymgeour, 12de Graaf van  Dundee
30. De Graaf van  Newburgh
  - Filippo, Prince Rospigliosi, 12de Graaf van  Newburgh
31. De Graaf van  Annandale en Hartfell 
  - Patrick Hope-Johnstone, 11de Graaf van  Annandale en Hartfell
32. De Graaf van  Dundonald       
  - Iain Cochrane, 15de Graaf van  Dundonald
33. De Graaf van  Kintore
  - James Keith, 14de Graaf van  Kintore
34. De Graaf van  Dunmore
  - Malcolm Murray, 12de Graaf van  Dunmore
35. De Graaf van  Orkney  
  - Oliver St John, 9de Graaf van  Orkney
36. De Graaf van  Seafield
  - Ian Ogilvie-Grant, 13de Graaf van  Seafield
37. De Graaf van  Stair
  - John Dalrymple, 14de Graaf van  Stair
38. De Graaf van  Rosebery
  - Neil Primrose, 7de Graaf van  Rosebery
39. De Graaf van  Glasgow      
  - Patrick Boyle, 10de Graaf van  Glasgow

## Graven in de adelstand van Groot-Brittannië
1. De Graaf van Ferrers
  - Robert Shirley, 14de Graaf van Ferrers
2. De Graaf van Dartmouth 
  - William Legge, 10de Graaf van Dartmouth
3. De Graaf van Tankerville 
  - Peter Bennet, 10de Graaf van Tankerville
4. De Graaf van Aylesford 
  - Charles Finch-Knightley, 12de Graaf van Aylesford
5. De Graaf van Macclesfield 
  - Richard Parker, 9de Graaf van Macclesfield
6. De Graaf van Waldegrave 
  - James Waldegrave, 13de Graaf van Waldegrave
7. De Graaf van Harrington 
  - Charles Stanhope, 12de Graaf van Harrington
8. De Graaf van Portsmouth 
  - Quentin Wallop, 10de Graaf van Portsmouth
9. De Graaf van Warwick 
  - Guy Greville, 9de Graaf van Warwick
10. De Graaf van Buckinghamshire 
  - George Hobart-Hampden, 10de Graaf van Buckinghamshire
11. De Graaf van Guilford 
  - Piers North, 10de Graaf van Guilford
12. De Graaf van Hardwicke 
  - Joseph Yorke, 10de Graaf van Hardwicke
13. De Graaf van Ilchester  
  - Robin Fox-Strangways, 10de Graaf van Ilchester
14. De Graaf van De La Warr 
  - William Sackville, 11de Graaf van De La Warr
15. De Graaf van Radnor 
  - William Pleydell-Bouverie, 9de Graaf van Radnor
16. De Graaf van Spencer 
  - Charles Spencer, 9de Graaf van Spencer
17. De Graaf van Bathurst 
  - Allen Bathhurst, 9de Graaf van Bathurst
18. De Graaf van Clarendon 
  - George Villiers, 8ste Graaf van Clarendon
19. De Graaf van Mansfield 
  - William Murray, 8ste Graaf van Mansfield
20. De Graaf van Mount Edgcumbe
  - Robert Edgcumbe, 8ste Graaf van Mount Edgcumbe
21. De Graaf van Fortescue
  - Charles Fortescue, 8ste Graaf van Fortescue
22. De Graaf van Carnarvon 
  - George Herbert, 8ste Graaf van Carnarvon
23. De Graaf van Cadogan
  - Charles Gerald John Cadogan, 8ste Graaf van Cadogan
24. De Graaf van Malmesbury
  - James Harris, 7de Graaf van Malmesbury

## Graven in de adelstand van Ierland
1. De Graaf van Cork en Orrery 
  - John Boyle, 15de Graaf van Cork en Orrery
2. De Graaf van Westmeath 
  - William Nugent, 13de Graaf van Westmeath
3. De Graaf van Meath 
  - John Brabazon, 15de Graaf van Meath
4. De Graaf van Cavan
  - Roger Lambart, 13de Graaf van Cavan
5. De Graaf van Drogheda 
  - Derry Moore, 12de Graaf van Drogheda
6. De Graaf van Granard 
  - Peter Forbes, 10de Graaf van Granard
7. De Graaf van Darnley 
  - Adam Bligh, 11de Graaf van Darnley
8. De Graaf van Bessborough 
  - Myles Ponsonby, 12de Graaf van Bessborough
9. De Graaf van Carrick 
  - David Butler, 10de Graaf van Carrick
10. De Graaf van Shannon 
  - Richard Boyle, 9de Graaf van Shannon
11. De Graaf van Arran 
  - Arthur Gore, 9de Graaf van Arran
12. De Graaf van Courtown  
  - James Stopford, 9de Graaf van Courtown
13. De Graaf van Mexborough 
  - John Savile, 8ste Graaf van Mexborough
14. De Graaf van  Winterton 
  - David Turnour, 8ste Graaf van  Winterton
15. De Graaf van Kingston 
  - Robert King-Tenison, 12de Graaf van Kingston
16. De Graaf van Roden 
  - Robert Jocelyn, 10de Graaf van Roden
17. De Graaf van Lisburne 
  - John Vaughan, 8ste Graaf van Lisburne
18. De Graaf van Clanwilliam 
  - Patrick Meade, 8ste Graaf van Clanwilliam
19. De Graaf van Antrim 
  - Alexander McDonnell, 9de Graaf van Antrim
20. De Graaf van Longford 
  - Thomas Pakenham, 8ste Graaf van Longford
21. De Graaf van Portarlington 
  - George Dawson-Damer, 7de Graaf van Portarlington
22. De Graaf van Mayo 
  - Charles Bourke, 11de Graaf van Mayo
23. De Graaf van Annesley 
  - Michael Annesley, 12de Graaf van Annesley
24. De Graaf van Enniskillen 
  - Andrew Cole, 7de Graaf van Enniskillen
25. De Graaf van Erne 
  - Henry Crichton, 6de Graaf van Erne
26. De Graaf van Lucan 
  - Richard Bingham, 7de Graaf van Lucan  (Doodverklaard bij afwezigheid])
    - Erfgenaam: George Bingham, 8ste Graaf van Lucan
27. De Graaf van Belmore 
  - John Lowry-Corry, 8ste  Graaf van Belmore
28. De Graaf van Castle Stewart
  - Arthur Stuart, 8ste Graaf van Castle Stewart
29. De Graaf van Donoughmore 
  - Richard Hely-Hutchinson, 8ste Graaf van Donoughmore
30. De Graaf van Caledon 
  - Nicholas Alexander, 7de Graaf van Caledon
31. De Graaf van Limerick 
  - Edmund Pery, 7de Graaf van Limerick
32. De Graaf van Clancarty 
  - Nicholas Le Poer Trench, 9de Graaf van Clancarty
33. De Graaf van Gosford 
  - Charles Acheson, 7de Graaf van Gosford
34. De Graaf van Rosse 
  - Brendan Parsons, 7de Graaf van Rosse
35. De Graaf van Normanton 
  - Shaun Agar, 6de Graaf van Normanton
36. De Graaf van Kilmorey 
  - Richard Needham 6de Graaf van Kilmorey
37. De Graaf van Listowel 
  - Francis Hare, 6de Graaf van Listowel
38. De Graaf van Norbury 
  - Richard Graham-Toler, 7de Graaf van Norbury
39. De Graaf van Ranfurly 
  - Gerald Knox, 7de Graaf van Ranfurly

## Graven in de adelstand van het Verenigd Koninkrijk
1. De Graaf van Rosslyn 
  - Peter St Clair-Erskine, 8ste Graaf van Rosslyn
2. De Graaf van Craven  
  - Benjamin Craven, 9de Graaf van Craven
3. De Graaf van Onslow  
  - Rupert Onslow, 8ste Graaf van Onslow
4. De Graaf van Romney  
  - Julian Marsham, 8ste Graaf van Romney
5. De Graaf van Chichester  
  - John Pelham, 9de Graaf van Chichester
6. De Graaf van Wilton    
  - Francis Grosvenor, 8ste Graaf van Wilton

De Graaf van Limerick (Ierland)
De Graaf van Clancarty (Ierland)
7. De Graaf van Powis  
  - John Herbert, 8ste Graaf van Powis
8. De Graaf van Nelson  
  - Simon Nelson, 10de Graaf van Nelson

De Graaf van Gosford (Ierland)
De Graaf van Rosse (Ierland)
De Graaf van Normanton (Ierland)
9. De Graaf van Grey 
  - Richard Grey, 6de Graaf van Grey
10. De Graaf van Lonsdale  
  - Hugh Lowther, 8ste Graaf van Lonsdale
11. De Graaf van Harrowby 
  - Dudley Ryder, 8ste Graaf van Harrowby
12. De Graaf van Harewood  
  - David Lascelles, 8ste Graaf van Harewood
13. De Graaf van Minto 
  - Timothy Elliot-Murray-Kynynmound, 7de Graaf van Minto
14. De Graaf van Cathcart  
  - Charles Cathcart, 7de Graaf van Cathcart
15. De Graaf van Verulam 
  - John Grimston, 7de Graaf van Verulam
16. De Graaf van Saint Germans  
  - Peregrine Eliot, 10de Graaf van Saint Germans
17. De Graaf van Morley  
  - John Parker, 6de Graaf van Morley
18. De Graaf van Bradford  
  - Richard Bridgeman, 7de Graaf van Bradford
19. De Graaf van Eldon  
  - John Scott, 5de Graaf van Eldon
20. De Graaf van Howe  
  - Frederick Curzon, 7de De Graaf van Howe
21. De Graaf van Stradbroke  
  - Keith Rous, 6de Graaf van Stradbroke
22. De Graaf van Temple of Stowe  
  - Grenville Temple-Gore-Langton, 8ste De Graaf van Temple of Stowe

De Graaf van Kilmorey (Ierland)
De Graaf van Listowel (Ierland)
De Graaf van Norbury (Ierland)
23. De Graaf van Cawdor 
  - Colin Campbell, 7de Graaf van Cawdor

De Graaf van Ranfurly (Ierland)
24. De Graaf van Lichfield 
  - Thomas Anson, 6de Graaf van Lichfield
25. De Graaf van Durham  
  - Edward Lambton, 7de Graaf van Durham
26. De Graaf van Granville  
  - Fergus Leveson-Gower, 6de De Graaf van Granville
27. De Graaf van Effingham 
  - David Howard, 7de Graaf van Effingham
28. De Graaf van Ducie 
  - David Moreton, 7de Graaf van Ducie
29. De Graaf van Yarborough 
  - Charles John Pelham, 8ste Graaf van Yarborough
30. De Graaf van Leicester  
  - Edward Coke, 7de Graaf van Leicester
31. De Graaf van Gainsborough   
  - Anthony Noel, 6de Graaf van Gainsborough
32. De Graaf van Strafford   
  - Thomas Byng, 8ste Graaf van Strafford
33. De Graaf van Cottenham   
  - Mark Pepys, 9de Graaf van Cottenham
34. De Graaf van Cowley  
  - Garret Wellesley, 7de Graaf van Cowley
35. De Graaf van Dudley  
  - William Ward, 4de Graaf van Dudley
36. De Graaf van Russell   
  - Nicholas Russell, 6de  Graaf van Russell
37. De Graaf van Cromartie 
  - John Mackenzie, 5de Graaf van Cromartie
38. De Graaf van Kimberley 
  - John Wodehouse, 5de Graaf van Kimberley
39. De Graaf van Wharncliffe   
  - Richard Montagu-Stuart-Wortley, 5de Graaf van Wharncliffe
40. De Graaf van Cairns   
  - Simon Cairns, 6de Graaf van Cairns
41. De Graaf van Lytton
  - John Lytton, 5de Graaf van Lytton
42. De Graaf van Selborne   
  - John Palmer, 4de Graaf van Selborne
43. De Graaf van Iddesleigh   
  - John Northcote, 5de Graaf van Iddesleigh
44. De Graaf van Cranbrook   
  - Gathorne Gathorne-Hardy, 5de Graaf van Cranbrook
45. De Graaf van Cromer )  
  - Evelyn Baring, 4de Graaf van Cromer
46. De Graaf van Plymouth   
  - Other Windsor-Clive, 3de Graaf van Plymouth
47. De Graaf van Liverpool  
  - Edward Foljambe, 5de Graaf van Liverpool
48. De Graaf van Saint Aldwyn   
  - Michael Hicks Beach, 3de De Graaf van Saint Aldwyn
49. De Graaf van Beatty   
  - David Beatty, Graaf van Beatty
50. De Graaf van Haig 
  - Alexander Haig, Graaf van Haig
51. De Graaf van Iveagh   
  - Edward Guinness, 4de Graaf van Iveagh
52. De Graaf van Balfour   
  - Roderick Balfour, 5de Graaf van Balfour
53. De Graaf van Oxford en Asquith   
  - Raymond Asquith, 3de Graaf van Oxford en Asquith
54. De Graaf van Jellicoe   
  - Patrick Jellicoe, 3de Graaf van Jellicoe
55. De Graaf van Inchcape   
  - Peter Mackay, 4de Graaf van Inchcape
56. De Graaf van Peel 
  - William Peel, 3de Graaf van Peel
57. De Graaf van Baldwin of Bewdley  
  - Edward Baldwin, 4de Graaf van Baldwin of Bewdley
58. De Graaf van Halifax  
  - Charles Wood, 3de Graaf van Halifax
59. De Graaf van Gowrie  
  - Grey Ruthven, 2de Graaf van Gowrie
60. De Graaf van Lloyd George of Dwyfor
  - David Lloyd George, 4de Graaf van Lloyd George of Dwyfor
61. De Graaf van Mountbatten of Burma
  - Norton Knatchbull, 3de Graaf van Mountbatten of Burma
62. De Graaf Alexander of Tunis 
  - Shane Alexander, 2de Graaf Alexander of Tunis
63. De Graaf van Swinton  
  - Nicholas Cunliffe-Lister, 3de Graaf van Swinton
64. De Graaf van Attlee  
  - John Attlee, 3de De Graaf van Attlee
65. De Graaf van Woolton 
  - Simon Marquis, 3de Graaf van Woolton
66. De Graaf van Snowdon 
  - Antony Armstrong-Jones, 1ste Graaf van Snowdon
67. De Graaf van Stockton 
  - Alexander Macmillan, 2de Graaf van Stockton
68. De Graaf van Wessex 
  - Prins Edward, 1e Graaf van Wessex